# طرخشقون رينتالي
طرخشقون رينتالي (باللاتينية: Taraxacum reinthalii ) هو نوع نباتي يتبع جنس الطرخشقون من القبيلة الشيكورية.